# Maria di Baden (1865-1939)
Sofia Maria Luisa Amelia Giuseppina di Baden (tedesco: Sophie Marie Luise Amelie Josephine von Baden; Baden-Baden, 26 luglio 1865 – Baden-Baden, 29 novembre 1939) era una principessa di Baden e, per matrimonio, duchessa consorte di Anhalt.

## Biografia
Era la figlia maggiore del principe Luigi Guglielmo di Baden (1829-1897) e Maria di Leuchtenberg (1841-1914). Il padre era il nipote del granduca di Baden, Leopoldo e di Sofia, sua madre era la figlia del duca Massimiliano di Leuchtenberg e della granduchessa Maria Nikolaevna Romanova. Maria aveva un fratello minore, il principe Massimiliano, futuro cancelliere della Germania.

## Matrimonio
Il 2 luglio 1889 a Karlsruhe, sposò il futuro duca Federico II, il secondogenito del duca Federico I e Antonietta di Sassonia-Altenburg. La coppia non ebbe figli.
Il 24 gennaio 1904 Maria divenne duchessa di Anhalt.
Il 10 gennaio 1918 Federico II istituì la Croce di Santa Maria, assegnato alle donne e ragazze che si sono distinte nella cura dei feriti. Sul medaglione sono intrecciate le iniziali F e M.

## Ultimi anni e morte
Il 21 aprile 1918 morì il marito. Maria fu l'ultima duchessa di Anhalt, dal momento che il duca Edoardo aveva divorziato nel gennaio 1918, ed il suo successore Gioacchino Ernesto era ancora un adolescente al crollo delle monarchie tedesche nel 1918.
La duchessa Maria morì il 29 novembre 1939 e fu sepolta nel mausoleo di famiglia a Dessau, ma in seguito i resti furono posti in una fossa comune anonima.

## Ascendenza
|                              |                        |                                    | Genitori                                 |  |  | Nonni |  |  | Bisnonni                |  |  | Trisnonni                 |  |
|                              |                        |                                    |                                          |  |  |       |  |  | Carlo Federico di Baden |  |  | Federico di Baden-Durlach |  |
|                              |                        |                                    |                                          |  |  |       |  |  | Carlo Federico di Baden |  |  | Federico di Baden-Durlach |  |
|                              |                        | Amalia di Nassau-Dietz             |                                          |  |  |       |  |  | Carlo Federico di Baden |  |  |                           |  |
| Leopoldo di Baden            |                        |                                    |                                          |  |  |       |  |  | Carlo Federico di Baden |  |  |                           |  |
|                              |                        | Luisa Carolina Geyer di Geyersberg | Luigi Enrico Filippo Geyer di Geyersberg |  |  |       |  |  |                         |  |  |                           |  |
|                              |                        | Luisa Carolina Geyer di Geyersberg | Luigi Enrico Filippo Geyer di Geyersberg |  |  |       |  |  |                         |  |  |                           |  |
|                              |                        | Luisa Carolina Geyer di Geyersberg | Massimiliana Cristiana di Sponeck        |  |  |       |  |  |                         |  |  |                           |  |
| Luigi Guglielmo di Baden     |                        | Luisa Carolina Geyer di Geyersberg |                                          |  |  |       |  |  |                         |  |  |                           |  |
|                              |                        | Gustavo IV Adolfo di Svezia        | Gustavo III di Svezia                    |  |  |       |  |  |                         |  |  |                           |  |
|                              |                        | Gustavo IV Adolfo di Svezia        | Gustavo III di Svezia                    |  |  |       |  |  |                         |  |  |                           |  |
|                              |                        | Gustavo IV Adolfo di Svezia        | Sofia Maddalena di Danimarca             |  |  |       |  |  |                         |  |  |                           |  |
| Sofia Guglielmina di Svezia  |                        | Gustavo IV Adolfo di Svezia        |                                          |  |  |       |  |  |                         |  |  |                           |  |
|                              |                        | Federica di Baden                  | Carlo Luigi di Baden                     |  |  |       |  |  |                         |  |  |                           |  |
|                              |                        | Federica di Baden                  | Carlo Luigi di Baden                     |  |  |       |  |  |                         |  |  |                           |  |
|                              |                        | Federica di Baden                  | Amalia d'Assia-Darmstadt                 |  |  |       |  |  |                         |  |  |                           |  |
| principessa Maria di Baden   |                        | Federica di Baden                  |                                          |  |  |       |  |  |                         |  |  |                           |  |
|                              | Eugenio di Beauharnais | Alessandro di Beauharnais          |                                          |  |  |       |  |  |                         |  |  |                           |  |
|                              | Eugenio di Beauharnais | Alessandro di Beauharnais          |                                          |  |  |       |  |  |                         |  |  |                           |  |
|                              | Eugenio di Beauharnais | Giuseppina di Beauharnais          |                                          |  |  |       |  |  |                         |  |  |                           |  |
| Massimiliano di Leuchtenberg | Eugenio di Beauharnais |                                    |                                          |  |  |       |  |  |                         |  |  |                           |  |
|                              |                        | Augusta di Baviera                 | Massimiliano I Giuseppe di Baviera       |  |  |       |  |  |                         |  |  |                           |  |
|                              |                        | Augusta di Baviera                 | Massimiliano I Giuseppe di Baviera       |  |  |       |  |  |                         |  |  |                           |  |
|                              |                        | Augusta di Baviera                 | Augusta Guglielmina d'Assia-Darmstadt    |  |  |       |  |  |                         |  |  |                           |  |
| Maria di Leuchtenberg        |                        | Augusta di Baviera                 |                                          |  |  |       |  |  |                         |  |  |                           |  |
|                              |                        | Nicola I di Russia                 | Paolo I di Russia                        |  |  |       |  |  |                         |  |  |                           |  |
|                              |                        | Nicola I di Russia                 | Paolo I di Russia                        |  |  |       |  |  |                         |  |  |                           |  |
|                              |                        | Nicola I di Russia                 | Sofia Dorotea di Württemberg             |  |  |       |  |  |                         |  |  |                           |  |
| Marija Nikolaevna Romanova   |                        | Nicola I di Russia                 |                                          |  |  |       |  |  |                         |  |  |                           |  |
|                              |                        | Carlotta di Prussia                | Federico Guglielmo III di Prussia        |  |  |       |  |  |                         |  |  |                           |  |
|                              |                        | Carlotta di Prussia                | Federico Guglielmo III di Prussia        |  |  |       |  |  |                         |  |  |                           |  |
|                              |                        | Carlotta di Prussia                | Luisa di Meclemburgo-Strelitz            |  |  |       |  |  |                         |  |  |                           |  |
|                              |                        | Carlotta di Prussia                |                                          |  |  |       |  |  |                         |  |  |                           |  |